# Tripel
Tripel és un estil de cervesa belga tipus strong ale. La denominació tripel va ser utilitzada per primera vegada l'any 1956 per la cerveseria trapenca de Westmalle a Bèlgica per rebatejar la cervesa més forta de la seva gamma. Posteriorment les cerveseries de Bèlgica van imitar això i van llançar noves cerveses més fortes seguint aquest estil, i l'any 1987 una altra cerveseria trapenca, Koningshoeven als Països Baixos, també va expandir la seva gamma amb La Trappe Tripel. El terme s'aplica a una gamma de cerveses secular amb un estil similar a la strong ale en l'estil de Westmalle Tripel.

## Història
La denominació tripel prové dels antics Països Baixos, és a dir, els Països Baixos actuals i Bèlgica. L'origen modern de les tripels es dona a Bèlgica, en la dècada de 1930. L'abadia de Westmalle va treure al mercat una cervesa sota el nom Superbier. Era una ale forta i molt probablement es basava en una cervesa que els monjos havien estat elaborant esporàdicament des de 1931. L'any 1956 ho van rebatejar com Tripel, i la popularitat d'aquella marca va fer que el nom avui dia segueixi estant fortament associat amb la cerveseria Westmalle. L'any 1956, la recepta va ser modificada pel Germà Thomas, el mestre cerveser de Westmalle, mitjançant l'addició de més llúpols, i va ser reanomenada com a Tripel, i s'ha mantingut essencialment sense canvis des de llavors.
Tim Webb en el seu Good Beer Guide to Belgium diu que algunes de les cerveses anomenades Tripel abans de 1956 eren de color fosc.